# روني سكروفالا
روهينتون سولي «روني» بومبفالا هو رجل أعمال هندي، ومنتج أفلام وفاعل خير. وهو أحد مؤسسي شركة أب جراد (بالإنجليزية: UpGrad)‏ وهي شركة تعليم عبر الإنترنت. وكان مؤسس ومدير مجموعة يو تي في والتي تأسست عام 1990. وكان بومبفالا المدير الإداري لشركة يو تي في بالهند، ومدير إدارة مؤسسة سوادز ومستشارها.

## روابط خارجية
- روني سكروفالا على موقع IMDb (الإنجليزية)
- روني سكروفالا على موقع قاعدة بيانات الفيلم (الإنجليزية)